# Konståret 2021

## Priser
- Prins Eugen-medaljen tilldelas Leif Elggren, konstnär, Rolf Hansson, konstnär, Malin Lager, textilkonstnär, Pálmar Kristmundsson, arkitekt och Irma Salo Jæger, konstnär.[1]

## Avlidna

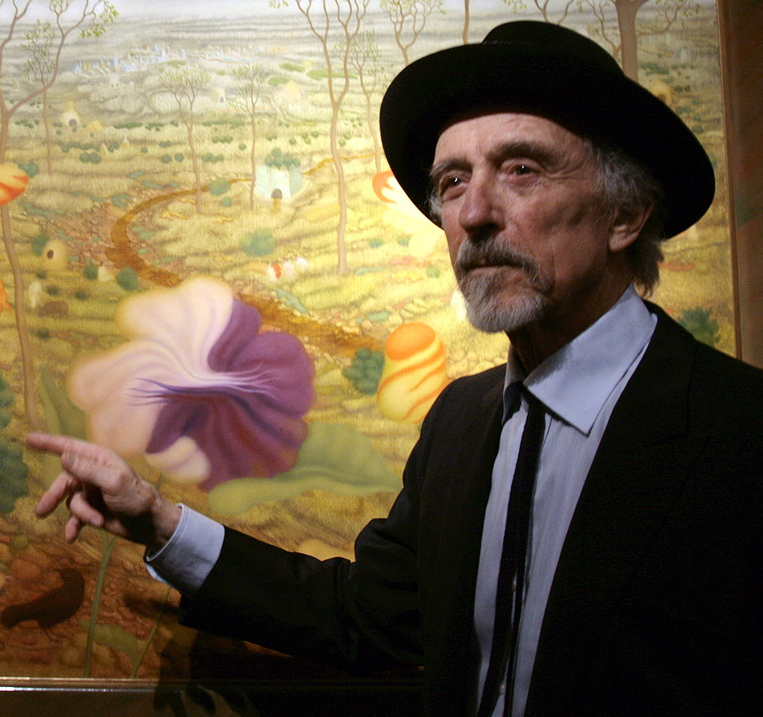
Arik Brauer.

- 3 januari – Björn Sjöstedt, svensk målare, 86 år[2]
- 6 januari – Hans Lindberg, svensk målare, grafiker och författare, 92 år.[3]
- 24 januari – Arik Brauer, österrikisk konstnär, 92 år.[4]
- 3 februari – Hans Gewe Hansson, svensk konstnär, 98 år.
- 10 februari – Victor Ambrus,	ungersk-brittisk illustratör, 85 år.
- 21 februari – Björn Erling Evensen, svensk skulptör, 97 år.
- 22 februari – Lawrence Ferlinghetti,	amerikansk diktare, 101 år.
- 24 februari – Curt Agge, svensk konstnär, 91 år.
- 26 februari – Sylvia Fullman, svensk konstnär, 76 år.
- 21 december – Gustav Brantedal, svensk målare, 83 år.
- 25 december – Wayne Thiebaud, amerikansk konstnär, 101 år.
- Länk till en tabell med länkar till artiklar om personer med ett konstnärligt yrke som avlidit under året.